# 4049 Noragalʹ
4049 Noragalʹ eller 1973 QD2 är en asteroid i huvudbältet som upptäcktes den 31 augusti 1973 av den ryska astronomen Tamara Smirnova vid Krims astrofysiska observatorium på Krim. Den har fått sitt namn efter Nora Gal.
Asteroiden har en diameter på ungefär 21 kilometer.